# Seznam nemških rokoborcev
Seznam nemških rokoborcev.

## S
- Carl Schuhmann
- Werner Seelenbinder